# 千畳敷 (山口県)
千畳敷（せんじょうじき）は、山口県長門市日置中に位置する草原・台地。

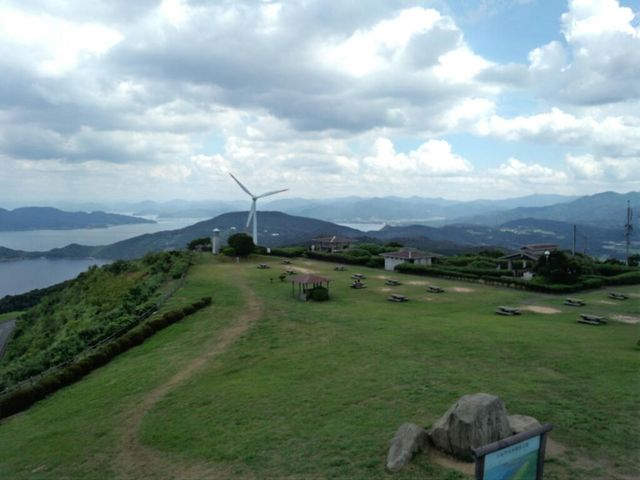
長門千畳敷から、長門市、萩市方面を望む

## 概要
日本海に面した向津具半島付け根部の頂上（標高333m）に広さ約26,400平方mの草原が広がっている。北側には日本海が一面に広がり、萩六島村や見島が見渡せ、風光明媚な場所として近年注目されている。その雄大さから、かつてはフォードから販売された自動車のCM及びポスター写真のロケ地として使われたこともある。
また、半島の頂上部にあり、この一帯では常時強風が吹いているため、中国電力をはじめとする風力発電用の風車が複数設置されている。毎年夏にはマウンテンバイクの耐久レース「汗汗（かんかん）フェスタ in 千畳敷」が開催されていることでも知られている。
頂上部には公園や喫茶店がある。

## 交通
- JR山陰本線長門古市駅から車で10分。